# Титова пећина у Дрвару
Титова пећина је пећина у Дрвару у којој се почетком 1944. године, у тада ослобођеном Дрвару налазио Врховни штаб НОВ и ПОЈ, на челу са маршалом Јосипом Брозом Титом.
Војно и политичко руководство Народноослободилачког покрета - Врховни штаб НОВ и ПОЈ, Централни комитет КПЈ, Председништво АВНОЈ-а, Национални комитет ослобођења Југославије и друге антифашистичке институције су 6. јануара 1944. године прешле из Јајца у Дрвар, који је тада постао центар ослобођене територије Југославије.
Доласком руководства НОП-а у Дрвар, у пећини је изграђена барака за потребе Врховног штаба НОВ и ПОЈ. Иако је Јосип Броз Тито био смештен у једном селу у околини Дрвара, он је као Врховни командант НОВ и ПОЈ, веома често боравио у пећини, где је се и суретао са предстваницима савезничких војних мисија, које су тада боравиле у Дрвару.
Почетком 1944. године немачка Врховна команда је припремила операцију, названу „Коњићев скок“, чији је главни циљ био да уклони или зароби Врховни штаб НОВ и ПОЈ и да се тако добије стратешка предност све док се потпуно не униште јединице НОВ и ПОЈ. За дан напада Немци су узели дан прославе Титовог рођендана, 25. маја, очекујући да ће партизане затећи неспремне.
Вече пред прославу његовог рођенадана, 24. маја, Тито је остао да преноћи у Дрвару, тако да га је почетак немачког десанта затекао у пећини. Од пола 7 до 7 часова ујутро 25. маја 1944. године Дрвар је жестоко бомбардовало пет непријатељских ескадрила, а за њима транспортне летелице које су избациле први талас од 314 немачких падобранаца. У следећем таласу слетеле су теретне једрилице, тако да је у оба таласа спуштено укупно 730 једриличара.
Пећина је под сталном ватром немачких падобранаца, а отпор немачком ваздушном десанту пружали су делови Пратећег батаљона Врховног штаба НОВ и ПОЈ и тенковски вод Првог пролетерског корпуса, са положаја на Шобића главици и испред пећине. Тито и чланови Врховног штаба су успели да се око 12 часова пробију из пећине и крену ка Аташевцу. Одакле су касније са Купрешког поља, совјетским авионом, пребачени у Бари.
После рата пећина је постала саставни део Музеја „25. мај 1944“ и била једна од туристичких атракција Дрвара, који је годишње посећивало 200.000 туриста. Почетком грађанског рата у Босни и Херцеговини, пећина је порушена 1992. године. Пећина је обновљена 2006. уз помоћ Америчке агеније за међународни развој и поново је отворена за посетиоце 25. маја 2006. године, на шездесетдвогодишњицу десанта на Дрвар.